# Bolitoglossa bolanosi
Bolitoglossa bolanosi — вид хвостатих земноводних родини безлегеневих саламандр (Plethodontidae). Описаний у 2023 році.

## Назва
Вид названо на честь костариканського герпетолога Федеріко Боланьоса на знак визнання його наукового внеску в знання герпетології Коста-Рики, як куратора секції герпетології в Музеї зоології Університету Коста-Рики та наставника більшості герпетологів в країні.

## Поширення
Ендемік Коста-Рики. Поширений у горах Кордильєра-де-Таламанка. Мешкає в альпійських луках парамо та гірських лісах, що оточують парамо.

## Опис
Забарвлення спини дуже мінливе, чорно-бурувате, зрідка однорідне і зазвичай поцятковане жовтими плямами, але ніколи не червоними на задніх або передніх кінцівках.